# Musée Plantin-Moretus
Pour les articles homonymes, voir Plantin et Moretus.
Le musée Plantin-Moretus (Plantin-Moretusmuseum) est un musée belge consacré à l'imprimerie fondée et dirigée au XVIe siècle par Christophe Plantin dont l'entreprise fut continuée par ses descendants directs, dont son gendre Jan Moretus. Le musée est situé au Vrijdagmarkt (marché du Vendredi) à Anvers.

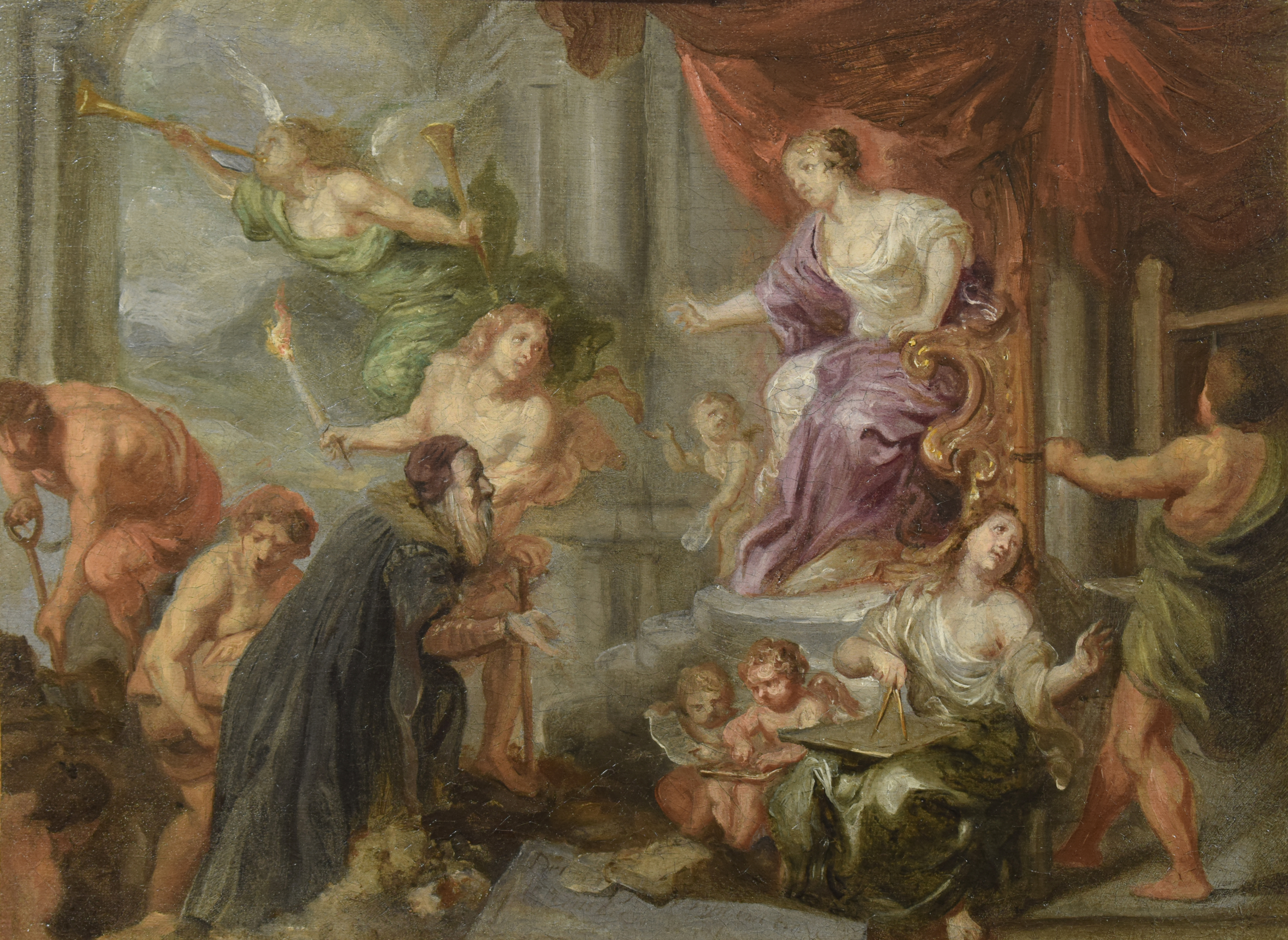
Theodor Boeyermans, Allégorie du triomphe de l’Officina Plantiniana, imprimerie d’Anvers.

## Historique
En 1876, Edouard Moretus-Plantin (1804-1880) vendit l'imprimerie et tout son matériel à la ville d'Anvers. Un an plus tard, en 1877, il était possible de visiter l'imprimerie et la maison d'habitation attenante. Endommagé au cours de la Seconde Guerre mondiale, le musée est réaménagé dans les années 1950 par son directeur Leon Voet et son adjoint Hendrik Vervliet, qui s'attache à classer et étudier les collections. En 2002, le musée a été proposé à l'inscription sur la liste du patrimoine mondial de l'UNESCO, qui fut actée en 2005. Il est le premier musée à avoir été enregistré sur cette liste.
Outre sa valeur architecturale, le musée contient une importante collection d’objets témoignant des techniques et du travail dans l'imprimerie et maison d’édition la plus prolifique d’Europe à la fin du XVIe siècle. Le bâtiment conserve deux des plus anciennes presses d’imprimerie du monde, une salle de presses du XVIIe siècle ainsi que 90 jeux de caractères complets en plomb (dont le seul jeu complet des poinçons originaux de Garamont), des archives éditoriales couvrant trois siècles d'activité, mais également une très riche bibliothèque (25 000 titres) dont deux bibles de Gutenberg, le seul exemplaire conservé de l'Index librorum prohibitorum de l'époque, des mappemondes et des cartes anciennes, ainsi que plusieurs tableaux de Pierre-Paul Rubens qui était un ami de la famille Plantin. L'humaniste Juste Lipse avait son bureau à l'intérieur du complexe.

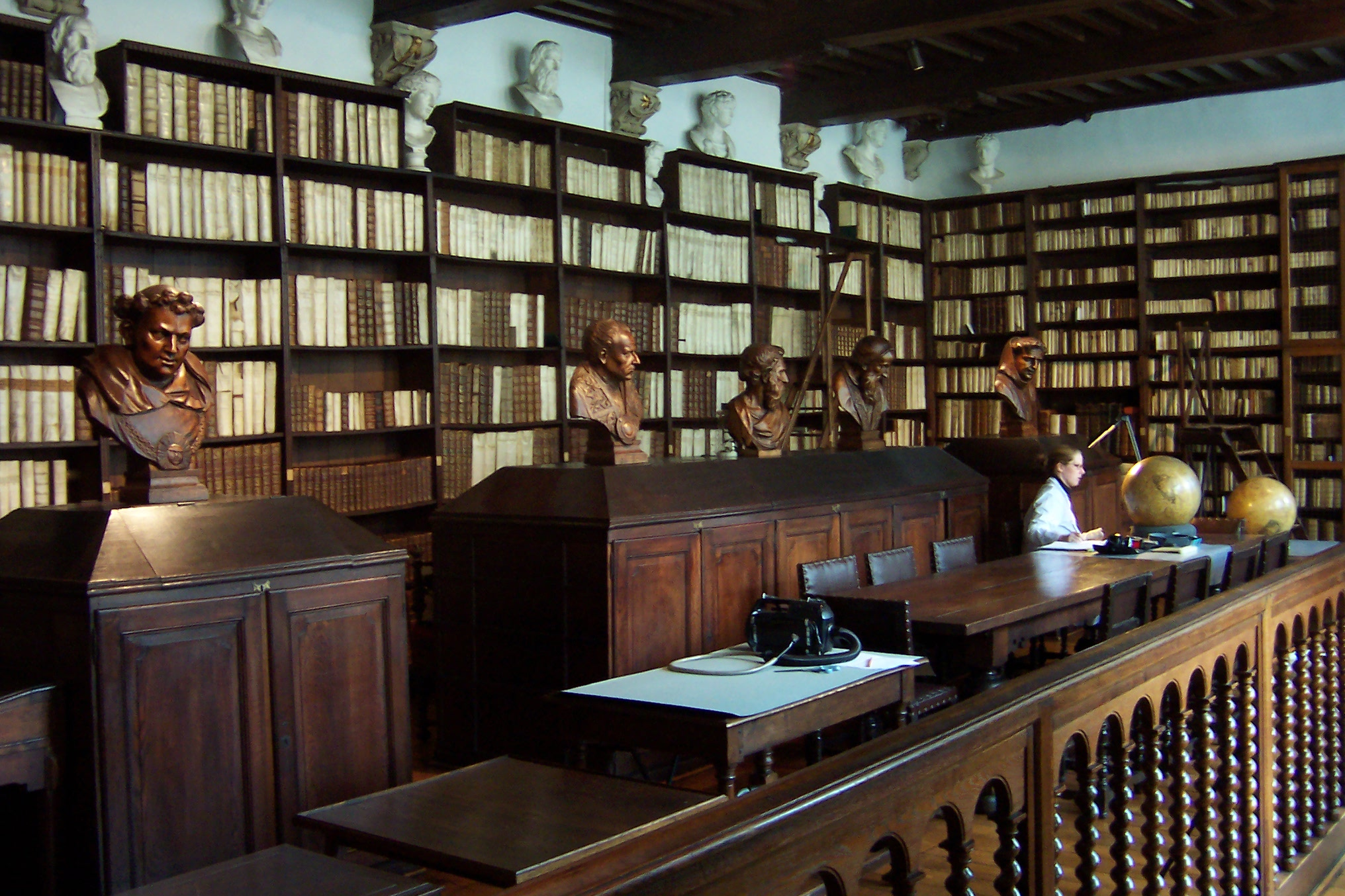
Bibliothèque du musée.
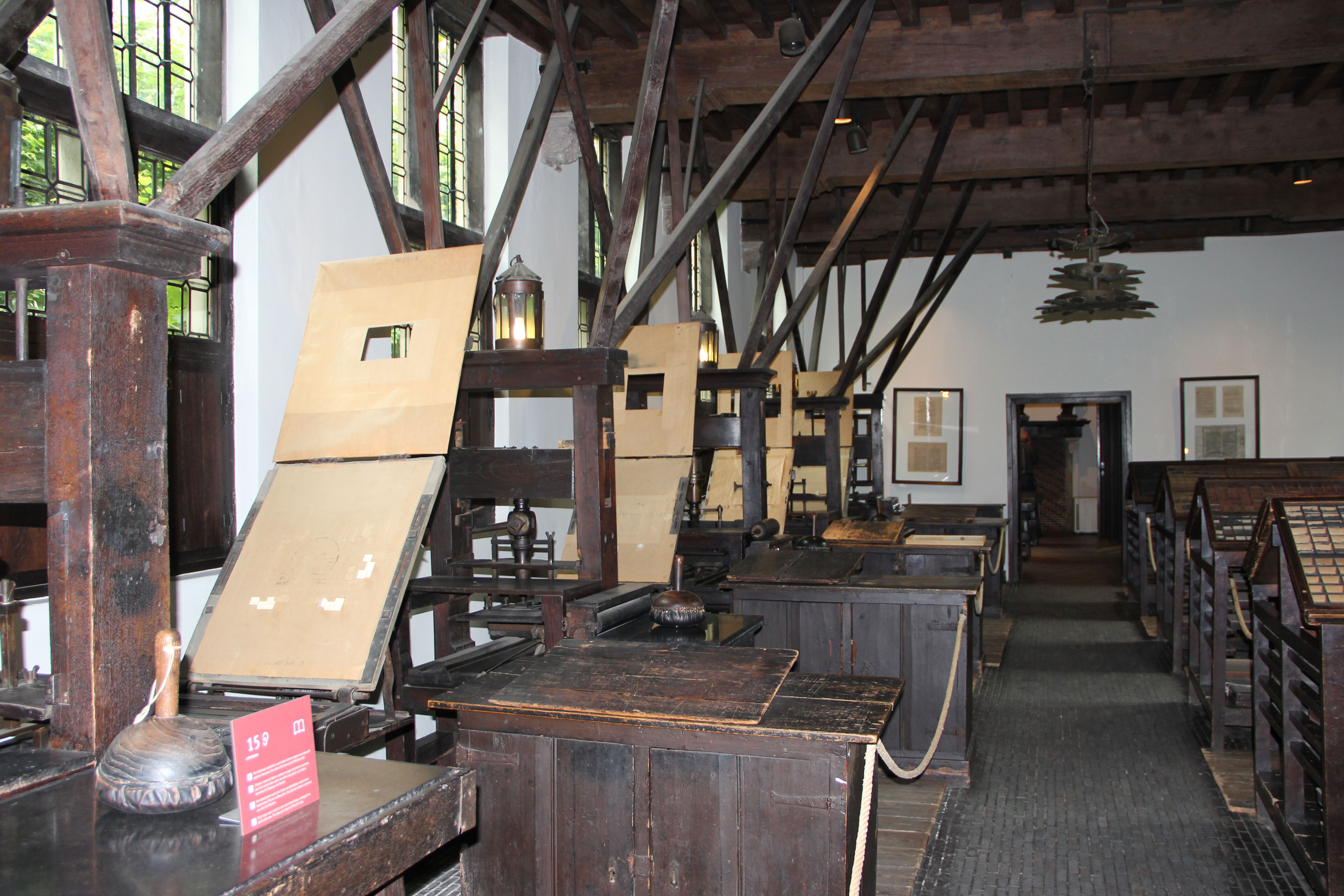
Salle des presses originale du XVIIe siècle.
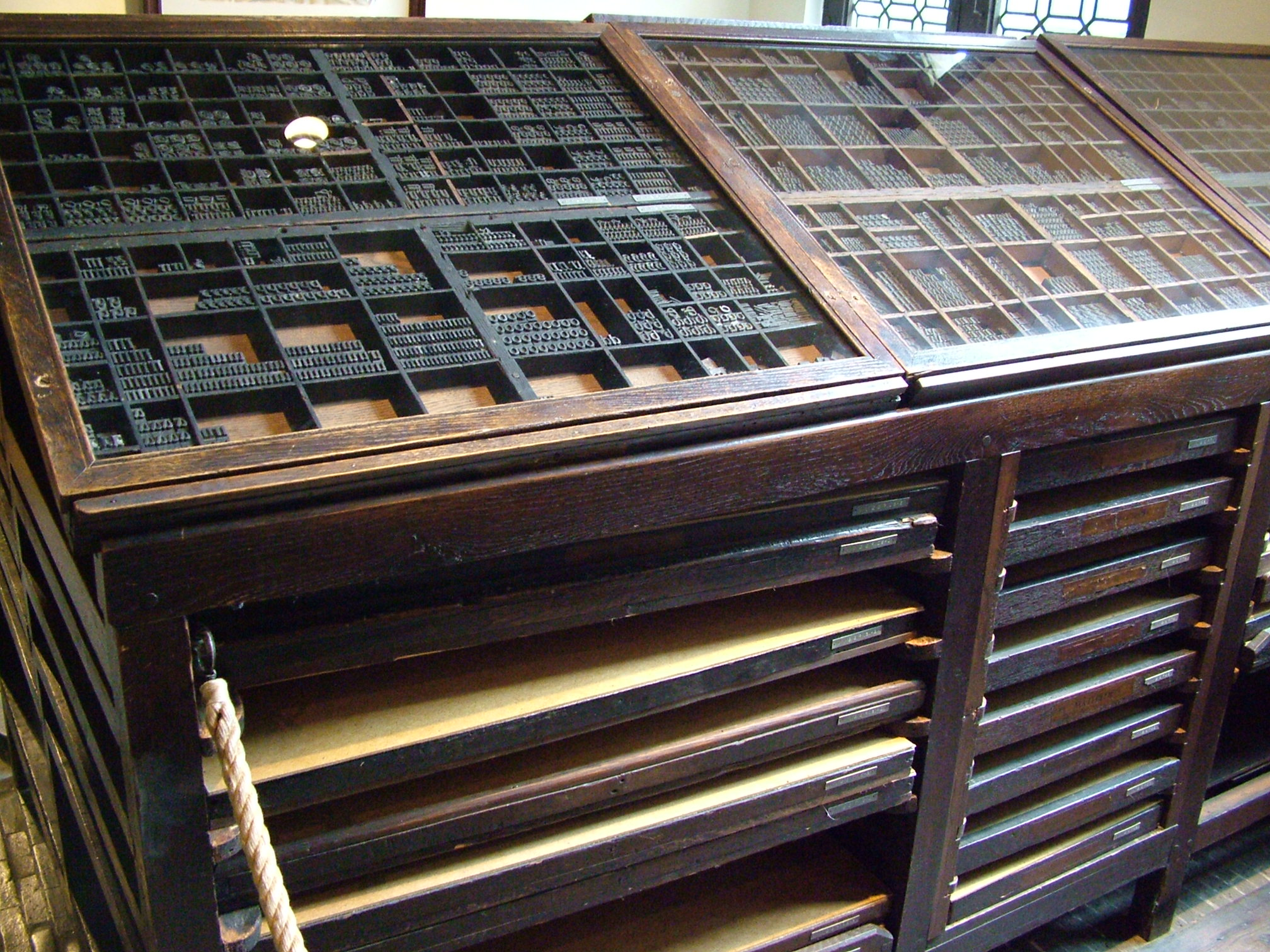
Casses contenant les polices de caractères.